# Corici
Corici (en llatí Choricius, en grec antic Χορίκιος "Khoríkios") fou un retòric i sofista grec nascut a Gaza, deixeble de Procopi de Gaza, que va florir en temps de Justinià I, cap a l'any 520.
Les seves obres van formar una col·lecció en temps de Foci, que portava per títol μελέται και συντάξεις λόγων διάφοροι ("Melétai kaí Sintaxeis Lógon Diáphoroi" (Tractament i ordenació de paraules diferents), que tractava de temes molt diversos i incloïa principalment panegírics. Foci fa una menció especial de l'oració fúnebre que va dedicar al seu mestre.